# 二宮悠嘉
二宮 悠嘉（にのみや ゆか、1989年〈平成元年〉9月11日 - ）は、日本の歌手、タレント。女性アイドルグループ・SDN48の元メンバーである。
東京都出身。A-Light所属。

## 略歴
- SDN48加入以前は、『Men's egg』（大洋図書）で読者モデルを務めていた[1]。
- 2010年5月15日よりSDN48（2期生）として活動を開始[2]したが、2011年5月12日の公演をもって卒業した。
- 姉妹グループのAKB48などを含めて史上初となる既婚者であった[3]。SDN48に加入することは夫と相談して決めた。
- 2012年2月20日に公式ブログ上で妊娠7か月であることを明かし[4][1]、同年5月23日に男児を出産した[5]。
- 2019年8月1日、東京・秋葉原のAKB48劇場で開催されたSDN48結成10年記念「誘惑のガーター」特別公演に出演。

## SDN48での参加曲

### シングルCD選抜曲
- 「GAGAGA」に収録
  - 佐渡へ渡る - 「アンダーガールズB」名義
- 「愛、チュセヨ」に収録
  - 天国のドアは3回目のベルで開く - 「アンダーガールズA」名義

### 劇場公演ユニット曲
SDN48 1st Stage 2期生「誘惑のガーター」公演
- Saturday night party
- じゃじゃ馬レディー

## 出演

### バラエティ番組
- アリケン（2010年6月5日 - 26日、テレビ東京）
- すっぽんの女たち（2010年6月23日・8月4日・11日、テレビ朝日）
- 松島瑠美のMONDAY NIGHT 20!（2011年5月16日、あっ!とおどろく放送局）
- KONANの部屋（2011年6月6日、あっ!とおどろく放送局）
- Will together〜ウィル・トゥギャザー〜（2011年 - 2012年、テレビ神奈川）

### コンサート
- AKB48 満席祭り希望 賛否両論第3公演（2010年3月25日、横浜アリーナ）
- AKB48 コンサート「サプライズはありません」第3公演（2010年7月11日、代々木第一体育館）

## 書籍

### 雑誌
- Men's egg（大洋図書） - 読者モデル